# Кастриоти
Кастриоти или Кастриота (на албански: Kastriotët) е благороднически род от средновековните албански княжества.
Родът апанажирал околностите на Дебър (днес в Северна Македония и Албания) в края на XIV и началото на XV век. Най-известният представител на рода е Скендербег, национален герой на Албания.
Най-старите писмени данни за средновековната албанска аристократична фамилия Кастриоти са от 1368г. – споменава се Кастриоти,  кефалия на Канина през 1368 г., който присъствал на церемонията по обявяването на владетеля на Валона Александър Комнин Асен (от династията Шишмановци) за почитен гражданин на Рагуза. Според много изследователи името произлиза от гръцката дума „κάστρο“ (крепост) през латинската „castrum“, в мн.ч. „castra“.Първият по-известен представител на рода е Пал Кастриоти., чийто внук е Скендербег.